# Skidata
Skidata GmbH is een Oostenrijkse multinational die ticket- en toegangssystemen produceert voor personen en voertuigen in wintersportgebieden, parkeergarages, winkelcentra, luchthavens, stadia, beurzen en attractieparken.
Het bedrijf werd in 1977 opgericht door Günther Walcher, die gedrukte tickets introduceerde in skigebieden. In 2001 werd het bedrijf overgenomen door de Zwitserse Kudelski Group. In 2024 verkocht de groep het aan de Zweedse concern Assa Abloy. De hoofdzetel bevindt zich in Grödig bij Salzburg.
Samen met concurrent Axess domineert Skidata de markt van skipassen en toegangssystemen voor skiliften in wintersportgebieden. 

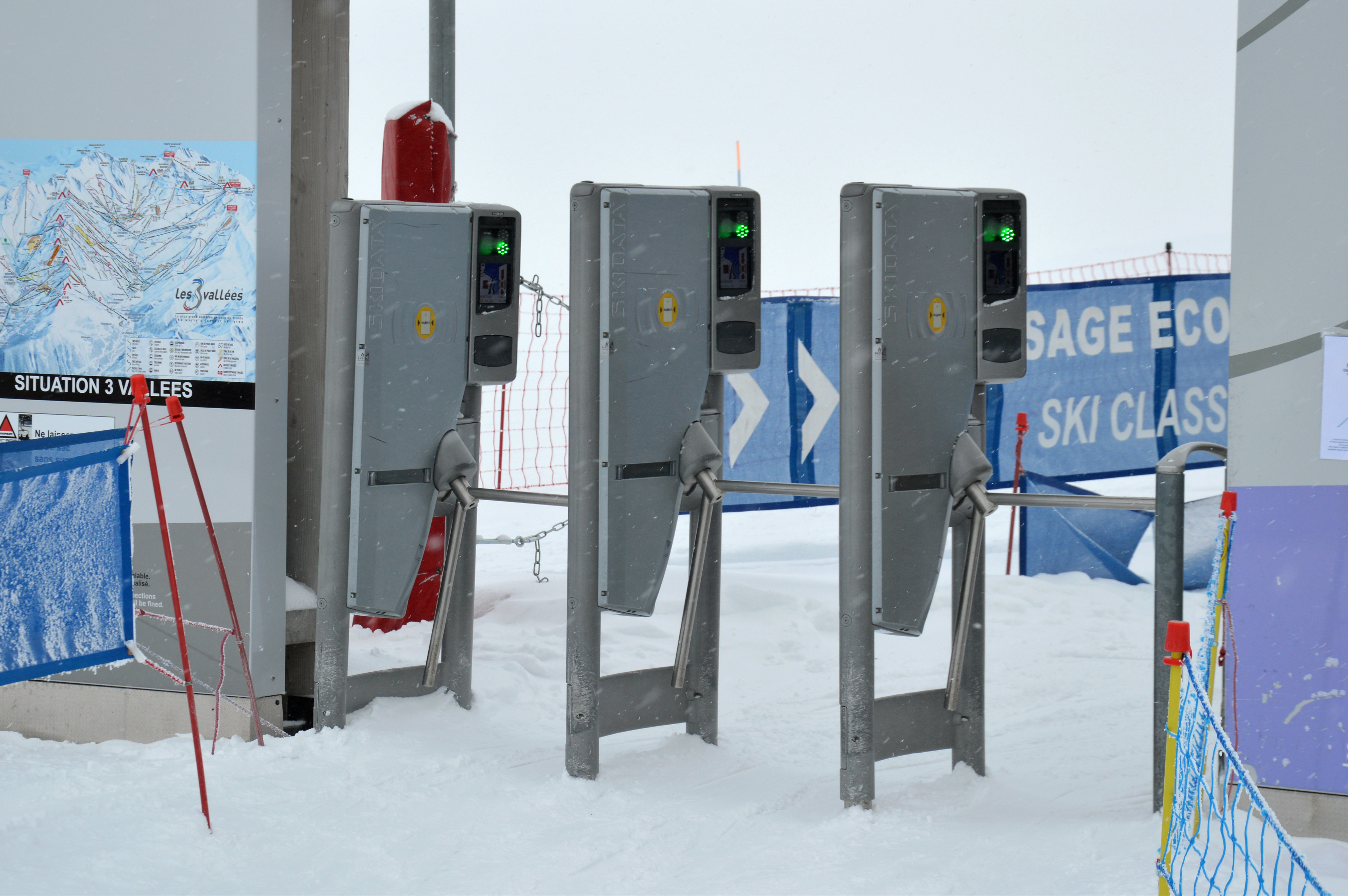
Tourniquets van Skidata aan de ingang van een skilift in Les Menuires, Frankrijk